# Gilles Hénault
Pour les articles homonymes, voir Hénault.
Gilles Hénault (1er août 1920 à Saint-Majorique-de-Grantham (Québec) - 6 octobre 1996 à Montréal) est un journaliste, critique d'art, poète et traducteur québécois. Il a été directeur de la section des arts du Devoir de 1959 à 1961, directeur du Musée d'art contemporain de 1966 à 1971, directeur du département des Arts plastiques de l'UQAM en 1984-1985 et président du comité permanent du ministère des Affaires culturelles du Québec pour l'intégration des arts à l'architecture en 1985-1986. Il est proche idéologiquement des signataires du Refus global. 

## Biographie

### Enfance et adolescence
Gilles Hénault est né en 1920, dans la maison du 4e rang de la rivière à Saint-Majorique. Son père, Octavien, est cultivateur et s'échine, avec sa femme Édouardina Joyal, sur une terre aride avant de déménager en 1922 à Montréal. L'enfance de Gilles Hénault a été profondément marquée par la pauvreté et aussi par un autre drame. En 1926, alors qu'il entamait sa première année à l'école Saint-Jean-Baptiste-de-la-Salle, deux de ses frères succombent à la diphtérie tandis qu'il en survit, devenant ipso facto l'aîné sur lequel la famille pourra compter. De 1929 à 1931, il accompagne son père un soir par semaine à la Saint-Vincent-de-Paul pour y chercher de la nourriture.
Durant ces années, il passe l'été à Saint-Majorique, chez son grand-père. À 11 ans, il découvre la poésie, après avoir fait un poème sur Le Blond, le vieux cheval que son grand-père refusait de faire abattre pour vendre la viande aux éleveurs de renards. 
« Le Blond avait été le compagnon de trente années de sa vie de travail ; il avait pour ce cheval plus d'estime que pour bien des hommes. La mort de Le Blond fut pour moi l'occasion de mon premier poème d'enfant. Quel ne fut pas mon étonnement, en le lisant à un de mes oncles, de le voir essuyer des larmes. Ainsi, j'appris l'un des pouvoirs de la poésie. »
En 1934, il termine sa 8e année et son père veut qu'il travaille mais devant l'impossibilité de trouver du travail, il poursuit ses études au Collège Chomedey-de-Maisonneuve où, à 16 ans, il découvre Épicure et ses principales théories sur les atomes et le vide. Cette lecture eut une importance capitale dans la vie et l'œuvre de Hénault. Il opte dès lors pour la philosophie matérialiste et devient incroyant, mais non anticlérical. L'important, pour lui, n'est pas d'abolir la religion mais les conditions sociales qui asservissent et rendent la religion nécessaire.
En 1937, faute d'argent pour payer son tramway et ses repas, Hénault ne peut plus poursuivre ses études, malgré la bourse que les Frères des Écoles chrétiennes lui avaient accordée, en fonction de ses notes, pour qu'il entre au Mont Saint-Louis.

### Apprentissage et premiers textes
Du mois de juin 1937 jusqu'à ses débuts au journal Le Jour, en août 1939, Gilles Hénault est chômeur, sauf quelques mois où, grâce à l'appui de ses parents, il a pu travailler comme commis à la coopérative La familiale, fondée par Victor Barbeau qui allait devenir le président-fondateur de l'Académie canadienne française et lui remettre, en 1962, le deuxième prix du Jury des Lettres pour son recueil Sémaphore.
Pendant ces années, il passe le plus clair de son temps à la Bibliothèque municipale, à parfaire son instruction.
Gilles Hénault publie ses premiers poèmes en avril 1939, sous le pseudonyme de G. Rèvay, textes remarqués aussitôt par le poète Clément Marchand qui, sous son pseudonyme de Le Censeur, écrit :  « Le poète, Poudrerie, Les poètes du sol, sont déjà d'une maturité et d'une vigueur de  pensée qui étonnent chez un poète de 18 ans. Tout ce que l'on peut  leur reprocher, c'est de trop ressembler superficiellement à des vers de Baudelaire. Mais sera-ce bien longtemps un reproche qu'on pourra faire à G. Rèvay […] Quand on a 18 ans, aimer Baudelaire et même lui prendre ses apparences est déjà l'indice d'une nature exceptionnelle. Voilà sûrement un jeune qui promet et qui porte peut-être en germe des inspirations et la puissance de les exprimer comme il est extrêmement rare d'en trouver chez nous ». »
Encouragé de cet accueil, Hénault envoie aussitôt Pour que les cimetières soient fleuris, un exercice, comme il le dira plus tard, en hommage à Francis James. Et de nouveau, le Censeur écrit: « On entendra sans doute parler un jour du poète qui signe ici G. Rêvai. Il est vraiment en possession d'un des plus sûrs dons poétiques qu'il m'ait été donné de saluer ici. Peut-être dit-il des choses faciles, mais la façon dont il les dit est d'un tour vraiment relevé… Il converse tout simplement avec son maître, par delà le Styx, et pour le faire, il emploie autant que possible, mais en les couvrant de sa personnalité, les rythmes, les mots et les odeurs qu'affectionnait le poète ».

#### JournalLe Jour
En août 1939, Jean-Charles Harvey engage Gilles Hénault comme collaborateur au Jour, journal qu'il a fondé après avoir été licencié du journal Le Soleil en raison de la publication de son roman Les Demi-civilisés. L'équipe était composée du libraire Henri-Tranquille, de Jean-Jules Richard, de Berthelot Brunet et de Jean-Aubert Loranger. Le rédacteur en chef était Émile-Charles Hamel, qui lui fit découvrir Mallarmé, Saint-Denys Garneau.  Gilles Hénault gagne 2,50 $ par article. Il y écrit les contes du Jour et des commentaires sur diverses activités politiques et culturelles. 

#### Poème,L'Invention de la roue(1939)
Ce poème écrit en alexandrins est publié en 1941, dans La Nouvelle Relève. Le poème se divise en cinq parties : 
1. Le chant premier exprime l'optimisme de ceux qui voient le progrès technique comme l'apport le plus précieux à la libération de l'homme;
2. La méditation première oppose au progrès technique des valeurs humaines. Hénault joue avec le mot Révolution, faisant allusion à la fois au mouvement propre à la roue, à la révolution industrielle et aux révolutions sociales et politiques engendrées par un univers inhumain;
3. Le chant deuxième reprend l'hymne à la science et Hénault compare la force de l'esprit scientifique à celle de la mer;
4. La méditation deuxième approfondit l'importance des valeurs humaines et montre que la science n'a été souvent qu'une forme d'esclavage pour l'homme;
5. Le Dialogue est un dialogue de sourd entre le chantre de la science et le chantre de l'humanité.

### 1940-1945
En 1940, Gilles Hénault entre au journal Le Canada, propriété du parti libéral. Selon la politique du quotidien, aucun texte n'est signé, pas même sous un pseudonyme, sauf en de rares occasions. Il commence par y faire de simple reportage, pour un salaire de 15 $ pour une semaine de 60 heures. Il y restera deux ans et il signera de son nom Hommage à Bergson (8 janvier 1940) et Personne humaine et société selon Jacques Maritain (21 février 1940).
Grâce à l'anonymat, Hénault peut continuer de collaborer à d'autres journaux.
Dans Le Jour, paraît notamment :
- Tour de Babel  (1940)
- Nous les intellectuels(1941)
- Crépuscule de la civilisation - sur Jacques Maritain (1941).

Dans des revues littéraires paraissent :
- Poèmes (1940) dans La Relève
- Réflexions de Diogène dans l'Action nationale (janvier 1941)[8].

Au début de 1942, devant le refus du quotidien Le Canada de lui donner une augmentation de salaire, Gilles Hénault, passe à La Presse. Il y gagne 28 $ par semaine et commence ce qu'il nomme « son véritable apprentissage de son métier de journaliste.
Allégories
Publiés dans Gants du ciel en septembre 1943.
Noyade
Poème noir pouvant se résumer, dans la mesure où un poème se résume, en ces deux derniers vers: « Ô ! volupté d'être sans vie / Ô ! volupté d'être noyé ».
Le Jour du Jugement
Ce poème, écrit au moment de la Libération en Europe, fut publié quinze années plus tard dans La Barre du jour.   
L'Humour de Jules Supervielle

Paru dans Gants du ciel, L'humour de Jules Supervielle est éclairant par rapport à quelques aspects de la pensée et de la poésie de Gilles Hénault : la place des thèses matérialistes sur l'évolution du monde, en opposition à celle de la création du monde par Dieu, la place de l'homme dans l'univers et l'importance de l'humour, comme un processus d'écriture. 
« Le jeune homme qui découvre Supervielle redécouvre le monde. Il se rend compte que cette démarcation entre le monde intérieur et le monde extérieur est une convention, une autre frontière fictive, une ligne d'horizon qui n'empêche pas la mer et le ciel de se mêler dans les grands mouvements d'air et d'eau. Il se cherche lui-même comme un étranger. Sa main, il doute qu'elle lui appartienne, tellement il la sent engagée dans la transformation infinie de l'univers. Si l'homme meurt de faim, la pomme qu'il cueille lui est encore plus nécessaire que son pied ou son oreille... L'humour de Supervielle n'est jamais chargé d'amertume comme dans Laforgue, dédaigneux comme dans Verlaine, féroce comme dans Lautréamont ou désespéré comme dans Rimbaud. C'est un humour tendre ou désolé, fait d'interrogations ingénues, c'est l'humour de celui qui-veut-prendre-la-lune-avec-ses-dents; c'est l'humour du dormeur qui converses avec les animaux de son imagination. »

### 1946-1956
1946 marque l'heure du choix pour Gilles Hénault. Deux choix s'offraient à lui : se dire plus jamais la pauvreté, la misère et tenter de s'enrichir coûte que coûte; ou se dire plus jamais la pauvreté, mais collectivement, en instaurant une société d'où la misère serait abolie. C'est la victoire de la première grève à la Montreal Cottons de Valleyfield qui va déterminer sa décision.
À l'été 1946,  à la suite du refus de Radio-Canada de lui accorder un congé d'un mois sans solde, Hénault démissionne de Radio-Canada et part en France, comme palefrenier de 200 chevaux, à bord d'un Liberty Ship. On lui offre l'aller-retour plus un salaire de 75 $. Durant ce voyage, il écrit Traversée. 
À son retour, il entre à CKAC, comme annonceur et lecteur des nouvelles. À l'automne, un événement secoue Montréal : le mouvement des « squatters », connu sous le nom de La ligue des vétérans sans logis, fondée et dirigée par un militant communiste revenu du Front, Henri Gagnon. Hénault lui accorde à plusieurs reprises du temps d'antenne, comme il le fera pour tous les mouvements de revendications sociales. Le gouvernement et la Gendarmerie royale font, tout au  long de 1947 pression sur Phil Lalonde, le directeur de CKAC, pour qu'il renvoie Hénault. Mais Lalonde tient bon, au nom de la liberté d'information, mais n'accorde pas à Hénault la promotion qu'il escomptait. Hénault quitte alors CKAC pour entrer à Publicité Services.
En novembre 1946, Hénault, à l'invitation de Pierre Gélinas, devient membre du Parti ouvrier progressiste (Parti communiste). Il est un membre clandestin d'une cellule clandestine, fabricant et distribuant des tracts sur la situation des ouvriers. Bien que le 22 mars 1947 soit le début du maccarthisme et de la chasse aux communistes aux États-Unis (et au Canada), Hénault accepte d'être nommé délégué au 51e congrès du parti progressiste ouvrier tenu en octobre 1957. Le lendemain de sa participation, The Gazette en fait état et Hénault perd « officiellement » son travail chez Publicité Services, qui continue de le faire travailler en cachette, « dans un bureau sans contact avec l'extérieur, arrivant et repartant à des heures  où personne ne pouvait le voir. Au bout de quelque temps, raconte Hénault, je ne pouvais plus résister à ce traitement et j'ai quitté ». À la fin de décembre, Hénault quitte le parti à la suite de différends majeurs.   

#### Hénault et les syndicats
En 1948, Hénault devient rédacteur pour les Ouvriers Unis de l'Électricité, écrivant entre autres des textes diffusés une fois par semaine sur les ondes de CKAC.
En 1950, le Syndicat de la fourrure et du cuir le recrute comme publicitaire, organisateur et agents d'affaires. Il s'occupe surtout des ateliers du cuir (manufactures de sacs à main) où les femmes constituaient le gros de la main d'œuvre non qualifiée. Deux ans plus tard, au printemps 1952, à la demande des Ouvriers Unis de l'Électricité, Hénault rédige Les Ouvriers accusent Duplessis. Il ne signe pas le texte, mais comme il le raconte à Gaëtan Dostie, « ce fut distribué à 50 000 exemplaires. Mon plus gros succès en librairie ».  
À l'instigation de Madeleine Parent, il part travailler pour l'International Union of Mine, Mill and Smelter Workers (en), à Sudbury, comme rédacteur et organisateur syndical. Il rédige les textes en français et en anglais du journal Mine Mill et écrit des sketches d'une durée de 15 minutes, diffusés une fois par semaine sur les ondes du poste local de Radio-Canada. « La série Clément et Clémentine, racontait la vie des mineurs, sur un ton léger, un peu comme l'envers de la série télévisée américaine Papa a raison, car c'était Clémentine qui avait toujours raison et allait à l'encontre du machisme des mineurs ».
Durant ces années, Hénault écrivit :
- L'Amour kaléidoscope (1947-48)[16].
- Camarades
- Câblogramme
- Voici venir le temps et Bordeaux-sur-Bagne (1948)[17].
- Feu sur la bête angoisse
- On tourne
- Un homme à la mer
- Remède contre le suicide (1949)[18]
- Notre jeunesse (1952)
- Totems recueil (1953)

#### Théâtre en plein air(1946)
Ce recueil, accompagné de six dessins de Charles Daudelin,  est publié en 1946, dans Cahiers de la file indienne, une maison d'édition que Hénault vient de fonder avec Éloi de Grandmont. En 1947, Gilles Hénault collaborera aux Cahiers des Arts graphiques où il publiera sous le titre Le Temps des illusions trois poèmes :
- Feu sur la bête-angoisse
- On tourne
- Un homme à la mer[19].

Eva Kushner présente en ces termes le recueil : « Un rapport perceptible existe entre les poèmes et les gravures en blanc et noir accentuant les contours géométriques des visages humains et des objets… La conception visuelle de l'artiste avait partie liée avec les poèmes de Hénault dans la recherche en commun d'une esthétique moderne ».   
« Le fait, écrit-elle, que les cinq poèmes suivants [suivant Visages sans nom] soient habités par le thème de la femme, sinon exclusivement consacrés à lui, est lié au parti pris de la vie et de l'expérience ». 

#### Totems(1953)
Totems est le premier titre de la collection La tête armée des Éditions Erta, fondées par Roland Giguère. Il paraît en 1953, avec quatre illustrations d'Albert Dumouchel, alors que Hénault est à Sudbury, chez les mineurs de la Mine Mill. Roland Giguère était venu chercher les poèmes dans le bureau de Hénault au syndicat des Ouvriers Unis du Textile d'Amérique (OUTA) en 1952, quelques jours après le saccage des lieux. 
En 1972, Victor-Lévy Beaulieu écrit : « À mon avis, les meilleurs poèmes de Hénault sont ceux de Totems. La phrase y est courte, parfois légèrement ironique démaquillée de toute  prétention et débarrassée de ces tics agaçants qu'on pouvait remarquer dans les débuts. Dans ce recueil, Hénault totémise le pays, ce qui est une façon de le sacraliser. Il fut l'un des premiers poètes d'ici à parler des Peaux-Rouges (Je te salue) et à le faire avec amitié. Cela a peut-être l'air de rien, mais cela a de l'importance. Il faudra se rappeler ».   
Autres poèmes écrits durant cette période :
- Défense de toucher
- Enfance
- Temps des aurores du temps

### 1956-1972
De retour à Montréal au printemps de 1956, Rémy Le Poitevin embauche Hénault au Journal des Vedettes comme chroniqueur télé, faisant de lui le premier critique francophone de la télévision. Commence alors une intense période de journalisme doublée de création littéraire. 
En 1957, son texte satirique radiophonique, Le Monde à l'envers, ne sera pas diffusé, bien que les artistes furent payés et l'émission annoncée. Prétexte : c'était un texte anti-militariste. En 1958-59, il collabore à l'ONF sur des films portant sur les Inuits, écrit des articles de fond pour les reportages à 20 ans Express, une émission d'une demi-heure à la télévision de Radio-Canada ; un texte radiophonique, Les bonnes intentions, diffusé le 5 octobre 1958 (réal. Jean-Guy Pilon). De 1959 à 1961, il est directeur de la section des arts au Devoir. En 1961, il quitte cette fonction et produit des scénarios pour la série pour enfants, Le Grand Duc, à la télévision de Radio-Canada (1961-1962), des télé-théâtre (1963), des chansons pour l'émission Am Stram Gram, des textes de science-fiction (1964) et des reportages Au sel de la semaine (1965). De plus, en 1963, il signe l'article « L'Angleterre et le marché commun » dans Le Livre de l'année 1963, éditions Grolier et il est commentateur de l'information internationale à Aujourd'hui, du lundi au vendredi. 
En parallèle, il sera président de la Conférence des écrivains canadiens en 1960, chroniqueur au Nouveau Journal en 1961-1962, d'abord de théâtre, puis de politique étrangère; journaliste au Maclean; professeur à la session de printemps du Cours d'improvisation à l'École nationale de théâtre, avec Marcel Sabourin, en 1964 ; recherchiste puis rédacteur du rapport préliminaire de la Commission Laurendeau-Dunton (1965).
En parallèle, Hénault sera très actif dans le milieu littéraire avec, notamment, sa communication, La Poésie et la vie, à la rencontre des poètes à la maison Montmorency en 1957 et sa conférence à l'Université de Montréal dans le cadre des services d'extension de l'enseignement universitaire, La vie intellectuelle au Québec - Nous passons d'un monde clos à un monde ouvert, en 1960; sa participation comme réalisateur du disque Voix de 8 poètes du Canada en 1958, sa lecture de poésie à The Isaacs Gallery à Toronto en 1960 et celle au O'Keefe Center de Toronto en 1961. En novembre 1969, le Centre national des Arts du Canada présente Sé/ma/phore, une chorégraphie de Jeanne Renaud.
Au plan des arts, il est nommé directeur du Musée d'art contemporain de Montréal en 1966, poste qu'il occupe jusqu'en 1972.
- Voyages au pays de mémoire (1959)
- Sémaphore suivi de Voyage au pays de mémoire (1962)
- Signaux pour les voyants [poèmes 1941-1962] (1972)

### 1973-1993
Durant ces années, Gilles Hénault se tourne vers l'enseignement et revient progressivement aux arts, sans toutefois délaisser la poésie. En 1974-75, il est écrivain en résidence à l'Université d'Ottawa et de 1976 à 1980, il enseigne à l'UQAM des ateliers de prose et de poésie, tout en étant, en 1978, membre du CA du Musée des beaux-arts de Montréal. En 1979, à la demande de Gilles Corbeil, il devient le premier président du Prix Émile-Nelligan. En 1983-194, il est nommé directeur par intérim du département (alors sous tutelle) des arts plastiques de l'UQAM et, de 1984 à la fin décembre 1986, président du Comité permanent du ministère des Affaires culturelles pour l'intégration des arts à l'architecture.
Durant ces années, il participe à de nombreux jurys et activités littéraires : lectures de poésie au Solstice de la poésie en 1976, à la Place aux poètes en 1979, à l'Université de Toronto dans le cadre du colloque sur L'Hexagone, en octobre 1979, à la Nuit de la poésie en 1980, à la première Lecture de Skol et au 10e anniversaire de la revue Estuaire en 1986, au Festival international des auteurs à Harbourfront de Toronto en 1988, sans oublier sa participation à la caravane « Le Chemin du Roy » des artistes pour le OUI, le 11 mai 1980, juste avant le premier referendum.
C'est aussi le temps des voyages à l'étranger, d'abord en Chine en 1978, puis au Mexique et au Guatemala en 1981 et, ensuite une tournée de conférences sur l'art et sur sa poésie, en Suisse, en Italie et à Paris en 1983. Deux ans plus tard, il est invité à donner des cours sur sa poésie durant un mois à l'université de Turin avant de participer au 6e congrès sur la littérature canadienne à Fasano, en 1985 où sa traductrice, Liana Nissin, fera une communication sur sa poésie. En mai 1989, il participe à la semaine du Québec à Aix-en-Provence.
Gilles Hénault a reçu le Prix Athanase-David en 1993. En 1994, il était nommé membre d'honneur de l'UNEQ. Il est décédé le 6 octobre 1996 et les dernières années de sa vie ont été marquées par la maladie d’Alzheimer.
- À l'inconnue nue (1984)

Ce recueil, accompagné de sept dessins de Léon Belleffleur,  comprenait, à l'origine 26 textes. Le vingt-septième, traitant de la bonté et jugé trop subversif à l'époque, a été ajouté dans Poèmes 1937-1993. 
- À l'écoute de l'écoumène (1991)

## Œuvres
- Théâtre en plein air (1946)
- Totems (1953)
- Voyage au pays de mémoire (1959)
- Sémaphore suivi de Voyage au pays de mémoire (1962)
- Signaux pour les voyants [poèmes 1941-1962] (1972)
- À l'inconnue nue (1984)
- À l'écoute de l'écoumène (1991)
- Poèmes 1937-1993 (2006)
- Graffiti et proses diverses (2007)
- Interventions critiques (2008)

## Traductions de ses œuvres
- Québecskáld, anthologie en islandais préparée par Louise Blouin et Bernard Pozier, Reykjavik, Vladimar Tomasson, 2005, 142 p., p. 26.
- La poésie québécoise, Anthologie présentée et traduite en chinois par Cheng Yirong, Maison d'édition Quaille, 194 p., 2000,  (ISBN 962-8320-21-1).
- « Avec le feu, avec le vin », « Tu m'exorcises », Anthologie de la poésie québécoise, préface, choix et notices de Armand Guilmette, traduction en chinois de Zhou Haizhen, Trois-Rivières, Les éditions du Zéphir, 1989, p. 42-47  (ISBN 2-920695-06-1)
- Signal for Seers, A Selection of Poems by Gilles Hénault, traduction en anglais de Ray Ellendwood, Toronto, Exile Éditions, 1988, 62 p.
- Gilles Hénault, Segnali per I Veggenti, poesie 1941-1962, traduction et présentation de Liana Nissim, Roma, Bulzoni Editori, 1985, 217 p.
- « No man's Land », « Bestiaire », « Fusée » «Le jeu de l'amour », « Sémaphore (1) », « Je tiens conseil… », «Traversée », « Miroir transparent », Anthologie de la poésie québécoise, traduction en polonais sous la direction d'Eva Kushner, Université de Wroclawski, 1985, p. 84-103  (ISBN 83-229-0161-5).
- « Tableau de guerre », Secolul 20, revue de la littérature universelle, Poètes du Québec, Union des écrivains de la République socialiste de Roumanie, Bucarest, 1974., p. 57.
- « La poésie est mot de passe », « Avec le feu, avec le vin », « Chanson des mégots », « Bestiaire », Poésie/Québec, anthologie, traduction en russe, 1972, p. 94-109.
- « Notre jeunesse », Poésie du Québec contemporain, anthologie préparée par Constantin Bida, traduction en ukrainien de Boris Olexandriv, Études slaves, Université d'Ottawa, Montréal, Librairie Déom, 1968. p. 72-75.
- Seven Poems from Théâtre en plein air and Totems, with versions in English by  Jean Beaupré and Gael Turnbull, Ontario, ronéotypé à Iroquois Falls, tirage limité, été 1955, [n.p.]

## Honneurs
- Deuxième au Prix du jury des Lettres en 1962 pour le recueil Sémaphore
- Prix du Gouverneur général en 1972 pour la rétrospective Signaux pour les voyants
- Diplôme d'honneur de la Conférence canadienne des arts en 1984
- Prix Athanase-David en 1993
- Grand Artisan de la Révolution  tranquille en 2011.